# Pomáz
Pomáz (deutsch Paumasch) ist eine  Stadt im Komitat Pest in Ungarn. Sie liegt an der S-Bahnstrecke der Helyiérdekű Vasút (HÉV) zwischen Budapest und Szentendre.

## Geschichte
Diese Gegend in der Ebene am rechten Donau-Ufer nördlich von Budapest ist seit der Bronzezeit besiedelt. Skythen, Kelten, Römer, Langobarden und Awaren haben hier ihre Spuren hinterlassen. Der Name leitet sich vermutlich vom lateinischen Wort 'Pomosus' (Obstgarten) ab. Die erste schriftliche Erwähnung datiert aus dem Jahr 1138 in einer Urkunde des ungarischen Königs Béla II., genannt Béla der Blinde, (1110–1141). Die Urkunde befindet sich im Besitz einer Abtei.

## Sehenswürdigkeiten

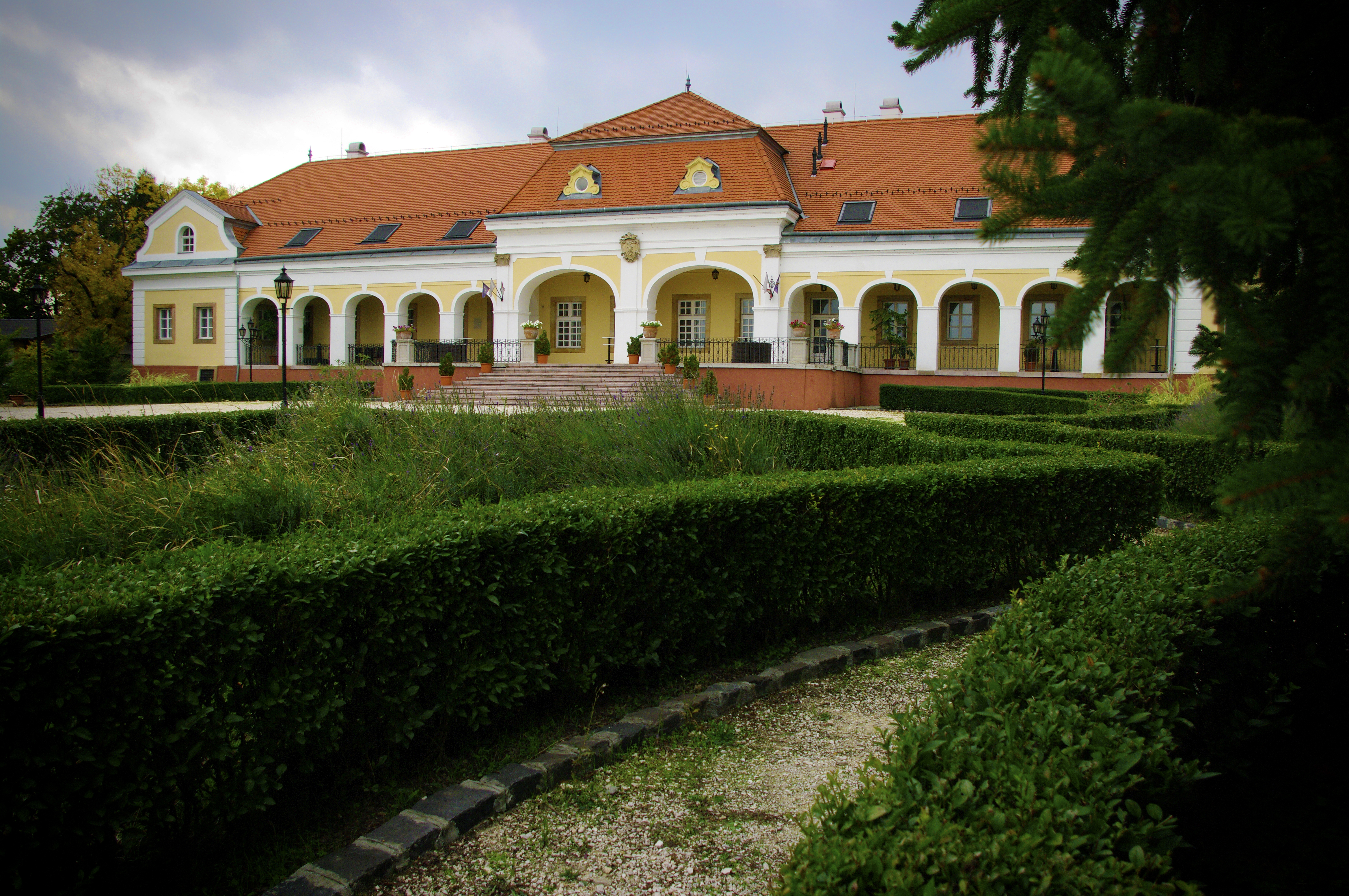
Das Teleki-Wattay-Schloss, heute auch als Choral-Castle bekannt

Pomáz ist bekannt durch seine serbisch-orthodoxe Kirche. Wie im nahe gelegenen Szentendre gab es auch hier eine serbische Gemeinde seit der Zeit der osmanischen Herrschaft. Neben einer römisch-katholischen gibt es eine reformierte Kirche in der Stadt.
Ein weiteres bedeutsames Bauwerk von Pomáz ist das Teleki-Wattay-Schloss, erbaut 1773 im Barockstil als Sitz der Adelsfamilie Teleki. In der zweiten Hälfte des 19. Jahrhunderts wurde es umfassend renoviert. Nach dem Zweiten Weltkrieg wurde es zunächst als Waisenhaus genutzt, anschließend als Einrichtung zur Kinderbetreuung allgemein. Nach 2000 wurde es mit Mitteln der Europäischen Union erneut renoviert. Heute beherbergt es ein Drei-Sterne-Hotel und ist ein Ort für kulturelle Veranstaltungen wie Musik-Projekten, auch bekannt als das Choral-Castle.
- Volkskundliche Sammlung
- Serbisches Gedenkkreuz
- Landhaus
- Radnai-Villa
- Reformierte Kirche: Klassik
- römisch-katholische Kirche (Barock) und Pfarrei
- Teleki-Wattay-Schloss
- Ethnografische Sammlung
- Kloster
- Luppa Mausoleum
- Radnai-Gabel
- Serbisch-Orthodoxe Kirche

## Persönlichkeiten
- Sámuel Teleki (1845–1916), Forschungsreisender
- Max Kopfstein (1856–1924), Rabbiner, Sachverständiger bei den Verhandlungen zum Versailler Vertrag 1919
- Pál Teleki (1879–1941), Ministerpräsident 1920–1921 und 1939–1941
- Gyula Glykais (1893–1948), Fechter
- Andreas Alföldi (1895–1981), Historiker
- Tihamér Vujicsics (1929–1975), Filmkomponist
- Stojan Vujicsics (1933–2002), Dichter
- Zorka Tomasevics (* 1949), Regisseur
- Alexander Egervári (* 1950), Fußballtrainer

## Städtepartnerschaften
- Apaj, Ungarn
- Krzywiń, Polen
- Oberhausen-Rheinhausen, Deutschland